# Justice prédictive
La justice prédictive correspond à un ensemble d’instruments développés grâce à l’analyse de grandes masses de données de justice qui proposent, notamment à partir d’un calcul de probabilités, de prévoir autant qu’il est possible l’issue d’un litige. Ainsi, les instruments de justice prédictive permettent d'élaborer, sur un panel de décisions de justice similaires, une analyse statistique portant sur les chances de succès ou de rejet d’une demande ainsi que sur le quantum des dommages et intérêts accordé en moyenne pour un préjudice précis.

## Définition
Selon Chantal Arens, la justice prédictive peut être définie comme « l'analyse de l'ensemble de la jurisprudence accessible, par un algorithme, et l'utilisation de l'historique des contentieux jugés afin de prédire l'issue potentielle de procès à venir. ».
Pour Frédéric Rouvière, professeur à l'Université d'Aix-Marseille, « la justice prédictive consiste à prédire la solution donnée à un litige par un juge à partir de moyens informatiques. C'est au fond une version moderne de la boule de cristal savamment remplacée ici par les cristaux liquides de l'écran d'ordinateur ».
Néanmoins, pour Jean-Claude Marin, l'appellation de « justice prédictive » est une mauvaise traduction de « predictable justice », ce qui donne en français « justice prévisible ».

## Origines
Certains auteurs considèrent que la justice prédictive existait déjà en germe, en France, dans les travaux du mathématicien Siméon-Denis Poisson publiés en 1837 et portant sur la probabilité des jugements.
Une autre partie de la doctrine fait remonter le concept de prédiction jurisprudentielle au fondateur du réalisme juridique, Oliver Wendell Holmes Jr.. En 1949, Lee Loevinger (en) propose aux États-Unis la création d’une nouvelle science « jurimétrique » fondée sur « l’application de la méthode scientifique à l’étude du Droit » avec pour objet le « calcul de la prédictibilité des décisions judiciaires ».

## Fonctionnement
Les instruments de justice prédictive fonctionnent grâce à des algorithmes de machine learning, capables de croiser et traiter les données jurisprudentielles. Pour cela, ils s’appuient sur des outils de traitement automatique du langage naturel permettant de comprendre le sens d'un document et de calculer, par exemple, l’ancienneté d’un salarié en identifiant sa date d’embauche puis sa date de licenciement dans une décision. Ces instruments sont commercialisés par des starts-up spécialisées dans le domaine juridique, couramment désignées comme des « legaltechs ».
À titre d'exemple, en 2016, un groupe de chercheurs britanniques et américains a élaboré un algorithme de type machine à vecteurs de supports (SVM) capable d'arriver aux mêmes verdicts que les juges de la Cour européenne des droits de l'homme dans 79% des cas en croisant les arguments des parties, les faits et le droit positif pertinent. Les résultats de cette étude appuient une certaine vision du droit selon laquelle les jugements sont de nature syllogistique (puisque traitables par la machine), mais, en même temps, la marge d'erreur de l'algorithme montre bien qu'un juge humain prend en considération certains éléments que la machine ne traite pas, issu de son intuition et de sa propre sensibilité.

## Cadre légal français
En France, la loi no 2016-1321 du 7 octobre 2016 pour une République numérique affirme le principe d'open data des décisions de justice. Il est ensuite repris par l'article 33 de la loi no 2019-2022 du 23 mars 2019 de programmation 2018-2022 et de réforme pour la justice. Le décret no 2020-797 du 29 juin 2020 relatif à la mise à disposition du public des décisions de juridictions judiciaires et administratives a été publié au Journal officiel le 30 juin 2020.

## Débats

### Avis favorables
Certains juristes considèrent que l'utilisation de l'intelligence artificielle par la justice conduirait à des économies pour les justiciables et les contribuables. Cette transformation contribuerait, selon le professeur de droit Laurent Gamet, à la mutation des métiers d'avocat et de juge qui travailleraient dorénavant « en interface avec des machines intelligentes ». Il compare cette transformation des métiers à celle des métiers de pilote d'avion ou de chirurgiens. Par ailleurs, il ajoute que le gain de temps d'une justice prédictive pourrait permettre un rapprochement de la justice avec le justiciable, facilitant la recherche d'une solution négociée (pour les contentieux).
François Molinié, Avocat au Conseil d’Etat et à la Cour de cassation défend quant à lui l'idée selon laquelle la justice prédictive pourrait permettre la prévisibilité des litiges et une diminution de l’aléa judiciaire.

### Critiques
Des craintes relatives à l'apparition d'un « juge robot » sont régulièrement exprimées,,.
L'un des risques réels de la justice prédictive soulevés par les praticiens concerne la dimension performative : un juge, par exemple débordé, pourrait ainsi laisser sciemment l'algorithme décider à sa place ou s'aligner sur la moyenne des barèmes établis par ses homologues. Antoine Garapon ajoute que si la justice prédictive peut potentiellement réduire l'« arbitraire » en prévoyant les critères qui influent sur l'issue d'une procédure, elle risque dans le même temps de diminuer la liberté en ce qu'elle ne laissera plus suffisamment de place à l'interprétation des règles de droit.